# 9208 Takanotoshi
9208 Takanotoshi eller 1994 TX2 är en asteroid i huvudbältet som upptäcktes den 2 oktober 1994 av de båda japanska astronomerna Kazuro Watanabe och Kin Endate vid Kitami-observatoriet. Den är uppkallad efter Toshiaki Takano.
Asteroiden har en diameter på ungefär 8 kilometer.